# Haer (Adelsgeschlecht)

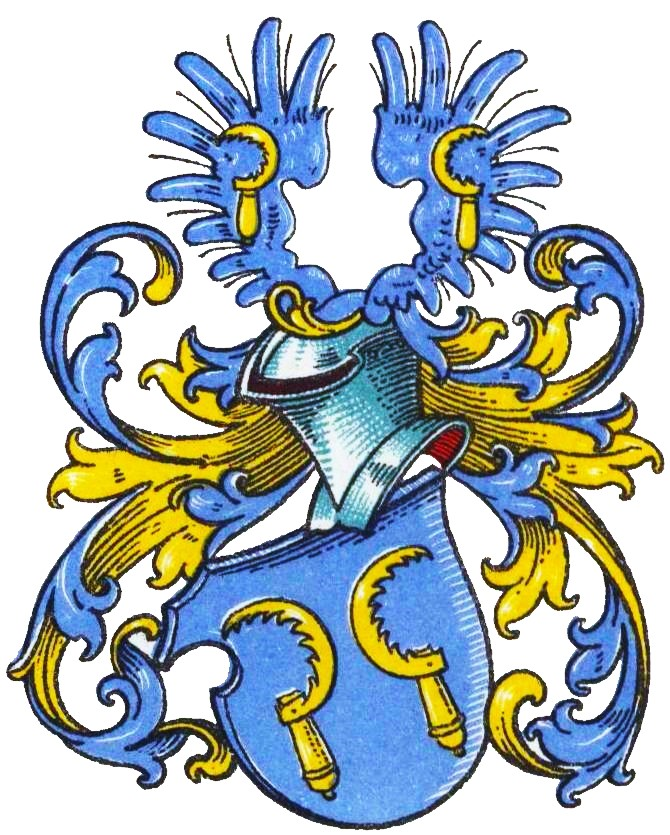
Wappen derer von der Haer im Wappenbuch des Westfälischen Adels

Von der Haer (auch Hare) ist der Name eines erloschenen westfälischen Adelsgeschlechts.

## Geschichte
Das Geschlecht war zu Hagen begütert. 1472 verkaufte Diederich von der Hare mit seinen Schwestern Metta und Greite den Kotten Becke zu Herbecke an die Kapelle zu Hagen. 1489 war Diederich von der Haer Richter zu Hagen und 1508 Jasper von der Haer Vicarius zu Hagen. Johann von der Haer, Richter zu Hagen, 1487 Gograf zu Breckerfelde, war mit Catharina Düdinck zu Altenhagen und Werdringen verheiratet. Neben einer Tochter namens Maria von der Haer, die mit Johann Hacke zu Heyden verheiratet war, hatten die Eheleute einen Sohn namens Johann von der Haer, Herr zur Werdringen, der 1548 zur märkischen Ritterschaft des Amtes Wetter, der mit einer von Ermel verheiratet war. Ihre Tochter Johanna von der Haer war Erbin zu Werdringen und mit Jakob von der Capellen verheiratet.
Ein Wessel von Haer, Bürger zu Soest, Besitzer des Bagedingshove zu Wandhofen bei Dortmund, war 1596 bereits verstorben, als sein zweiter Sohn Albert mit jenem Hof belehnt wurde. Der erste Sohn hieß Johann von Haer.

## Wappen
Blasonierung: In Blau zwei mit dem Rücken gegeneinander gestellte gezahnte goldene Sicheln. Auf dem Helm mit blau-goldenen Helmdecken ein offener blauer Flug, jeder mit einer Sichel belegt.